# Chrabr-Nunatak
Der Chrabr-Nunatak (bulgarisch нунатак Храбър nunatak Chrabar) ist ein 160 m hoher Nunatak auf Greenwich Island im Archipel der Südlichen Shetlandinseln. Er ragt 1,4 km östlich des Greaves Peak, 1,3 km westlich der Crutch Peaks und 1,2 km südlich des Pavlikeni Point auf.
Bulgarische Wissenschaftler kartierten ihn im Zuge von Vermessungen der Tangra Mountains auf der benachbarten Livingston-Insel zwischen 2004 und 2005. Die bulgarische Kommission für Antarktische Geographische Namen benannte ihn 2005 nach dem Mönch Chrabr.